# Сан Лоренцо (Фођа)
Сан Лоренцо (итал. San Lorenzo) је насеље у Италији у округу Фођа, региону Апулија.
Према процени из 2011. у насељу је живело 6 становника. Насеље се налази на надморској висини од 3 м.